# Canadian cutting horse
Canadian cutting horse är en typ häst som utvecklats i Kanada specifikt för arbete på rancherna. Det är inte så många som vet om det men rancher och westernridning är nästan lika stort i Kanada som i USA men i jämförelse så har Kanada inte ens i närheten lika många hästraser som de kan kalla sina egna men de raser som de avlar fram är utmärkta arbetshästar inom rancherna. Canadian Cutting Horse är en av dem som är baserad på Quarterhästen. Den kanadensiska cutting-hästen liknar Quarterhästarna i exteriören, och är en lite kraftigare typ av ridhäst och har även ärvt många av dess bästa egenskaper, bland annat den typiska "cow-sense", förmågan att läsa av boskapen för att kunna fösa dessa. 
Den kanadensiska rasföreningen "Canadian Cutting Horse Association" menar själva att Canadian Cutting Horse inte är en egen, unik hästras, utan snarare en typ, eller en kanadensisk version av den amerikanska Quarterhästen. 

## Historia
Canadian cutting-horse avlades fram under slutet av 1800-talet då rancherna började blomstra i Kanada. Basen i utvecklingen bestod av de hästar som utvecklats ur de berömda iberiska hästarna som de spanska conquistadorerna hade med sig till Nord- och Sydamerika under koloniseringen på 1500- 1600-talet. Den spanska hästen var också föregångare till Quarterhästen och denna ras blev så småningom grundstommen på grund av hästarnas naturliga talang för kofösning. 
Under början av 1900-talet ökade intresset för kofösning, eller cutting (att skilja ut ett specifikt djur ur en hjord med boskap) som en ren sport, inte bara som arbete. Detta ledde till att man satte upp nya regler och standarder. 1946 startades därför "National Cutting Horse Association" som senare ändrades till "Candian Cutting Horse Association". Deras jobb var att göra reklam både för sporten och för den nya specifika typen av hästar som var utmärkta för cutting både som arbete och som sport. Föreningen är dock ingen ras-förening och har heller inget register, men de för protokoll över, och godkänner hästar som Cuttinghästar.
Canadian cutting-hästarna har ibland även inkorsningar av andra raser av spansk härkomst, bland annat Paint-hästen och Appaloosan, samt även engelska fullblod för att ytterligare öka på hästens snabbhet. Den största andelen idag är dock helt och hållet baserade på Quarterhästar. 

## Egenskaper
Canadian Cutting Horse ser ut som Quarterhästen i exteriören med en rak nosrygg på ett välproportionerligt huvud. Ögonen visar intelligens och vänlighet. Rasen har ganska korta ben men hästen är stark och snabb, speciellt på korta distanser. Vanligtvis är hästarna runt 155-165 cm i mankhöjd men standard hos typen har främst satts i hästarnas förmåga och villighet att arbeta, snarare än i utseende. 
Den här typen av häst är speciellt framavlad för arbete inom rancherna och speciellt med boskap och rasen är snabb när det gäller vändningar och den älskar att jobba och är lätt att träna. Hästarna besitter en naturlig känsla för boskapsfösning och sägs kunna läsa av boskapen, en förmåga som kallas "cow-sense".